# Мережеве суспільство
Мереже́ве суспі́льство (англ. Network society) — суспільство, яке ґрунтується на горизонтальних соціальних зв'язках і головну роль в якому відіграють не ієрархічні моделі, а соціальні мережі. Значну роль в формуванні такого суспільства відіграють сучасні комунікації, особливо мережевого типу на зразок інтернету.
Автором терміна є іспанський соціолог Мануель Кастельс (ісп. Manuel Castells), який спеціалізується в галузі теорії інформаційного суспільства.
Відповідно до даних сегментації соціальної технографічної класифікації ФорестераR ієрархія користувачів інтернету включає:
- Неактивних осіб

- Спостерігачів (людей, які переглядають та читають контент в інтернеті)

- Фоловерів (людей, які приєднуються до соцмереж і відвідують їх)

- Колекціонерів (людей, які додають теги на вебсторінки й використовують RSS-канали )

- Критиків (людей, які публікують в інтернеті оцінки й коментарі)

- Творців (людей, які створюють і публікують он-лайн контент)

Колекціонери, критики та творці найкраще характеризують «громадян інтернету» (нетизяни, англ. netizen) — людей, які роблять активний внесок в інтернет, а не лише споживають його.